# 에프레인 발데스
에프레인 발데스(1966년 7월 11일 ~ )는 도미니카 공화국 출신의 야구 선수였고 포지션은 투수이다.

## 미국 프로야구 시절
ML통산 3시즌 26경기에 34이닝을 소화하며 1승 1패를 기록했다.

## 멕시칸 리그 시절
2000시즌 다승왕을 하였다.

## 한국 프로야구 시절
2001년에 입단하였다. 선발투수로 활동하였고, 시즌 164.2이닝을 던져 10승 9패 방어율 4.65를 기록하였다. 